# The Port of Missing Women (film 1913)
The Port of Missing Women è un cortometraggio muto del 1913. Il nome del regista non appare nei credit del film che, prodotto dalla Selig, si basa su una storia di Gilson Willets.

## Produzione
Il film fu prodotto dalla Selig Polyscope Company.

## Distribuzione
Distribuito dalla General Film Company, il film - un cortometraggio in una bobina - uscì nelle sale cinematografiche statunitensi il 18 novembre 1913.